# Selzthal
Selzthal osztrák község Stájerország Liezeni járásában. 2017 januárjában 1602 lakosa volt.

## Elhelyezkedése

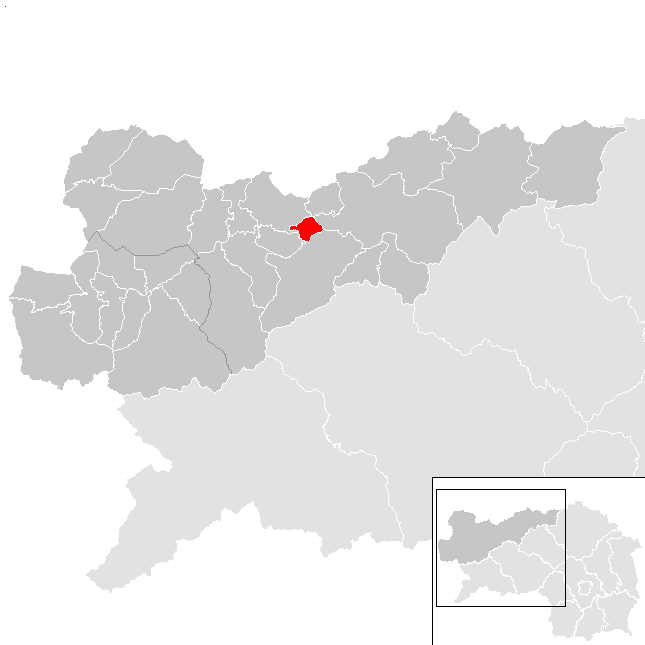
Selzthal a Liezeni járásban

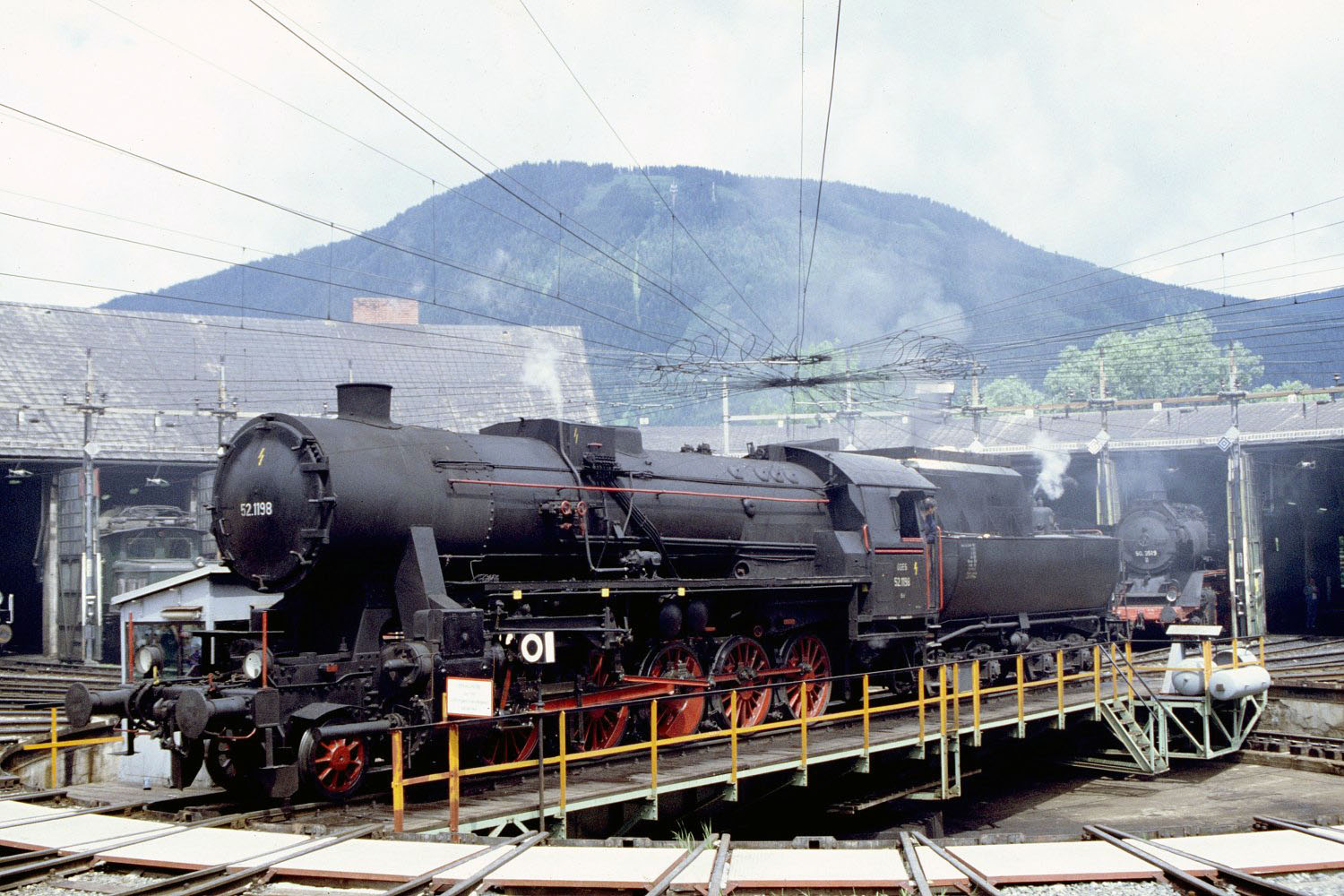
A selzthali mozdonyfordító korong

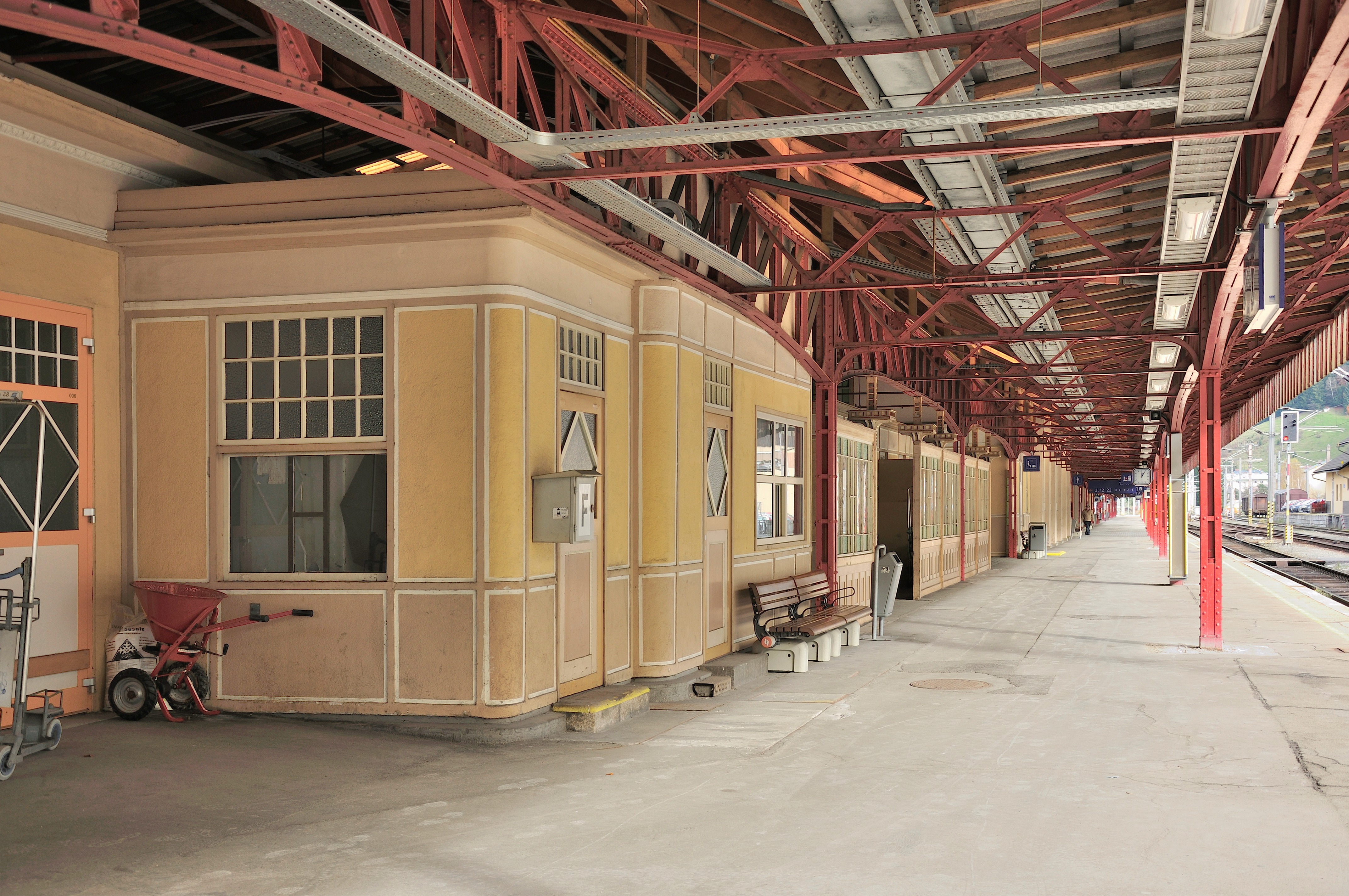
A selzthali vasútállomás

Selzthal Felső-Stájerország északi részén fekszik, az Enns jobb partján, ahol a Palten a folyóba torkollik. Északi határát is az Enns alkotja. Legmagasabb pontja az 1737 méteres Dürrenschöberl. Az önkormányzat egyetlen katasztrális községben 3 települést egyesít: Neulassing (466 lakos), Selzthal (1081 lakos) és Versbichl (97 lakos).
A környező önkormányzatok: északkeletre Ardning, keletre Admont, délkeletre Rottenmann, délnyugatra Lassing, nyugatra Liezen.

## Története
A község 1903 óta viseli a mai nevét, korábban Versbichl faluról volt elnevezve. Selzthal nevének első említése 1074-ből, az admonti apátság alapításának évéből származik. A mocsaras folyópart helyett lakosai inkább a Dürrnschöberl hegy tövébe költöztek, ahol 21 tanyát alakítottak ki, valamennyi a kolostor birtokában volt. A helység a 19. századig gyakorlatilag alig változott. 1480-ban az idáig elportyázó törökök elől menekültek el, 1525-ben pedig részt vettek a német parasztlázadásban. 1540-ben az Ennsbe fojtottak egy Anna Paltauf nevű nőt, akit boszorkánysággal vádoltak. 1827-ben Csehországból munkásokat hozattak a tőzeg kitermelésére, amellyel a környező városok vasműveit táplálták. A Rudolf koronaherceg-vasútvonal 1870-es megépülése fellendülést hozott a községnek, lakossága hamarosan elérte a 2300 főt. Gazdasága főleg a vasút kiszolgálására épült, a Rottenmanni-Tauern hegységen áthaladó útvonal itt kereszteződik az Enns-völgyi vonallal. A második világháború végén, 1945 húsvét vasárnapján légitámadás érte a vasúti csomópontot, amelynek 70, főleg civil halálos áldozata volt. A vasút jelentőségének csökkenésével visszaesett a munkahelyek száma és Selzthal lakossága is csökkenőben van.

## Lakosság
A selzthali önkormányzat területén 2017 januárjában 1602 fő élt. A lakosságszám 1961-ben érte el a csúcspontját 2681 fővel, azóta csökkenő tendenciát mutat. 2015-ben a helybeliek 90,3%-a volt osztrák állampolgár; a külföldiek közül 1,6% a régi (2004 előtti), 1,9% az új EU-tagállamokból érkezett. 3,4% a volt Jugoszlávia (Szlovénia és Horvátország nélkül) vagy Törökország, 2,7% egyéb országok polgára. 2001-ben a lakosok 76%-a római katolikusnak, 8,3% evangélikusnak, 2,7% mohamedánnak, 11,5% pedig felekezet nélkülinek vallotta magát. Ugyanekkor a legnagyobb nemzetiségi csoportot a német mellett a horvátok alkották 2,2%-kal.

## Látnivalók
- az 1892-ben épült Jézus szíve-templom
- az ipari műemlék mozdonyfordító és a vasútállomás
- a községháza

## Fordítás
- Ez a szócikk részben vagy egészben  a   Selzthal című német Wikipédia-szócikk ezen változatának fordításán alapul.  Az eredeti cikk szerkesztőit annak laptörténete sorolja fel. Ez a jelzés csupán a megfogalmazás eredetét és a szerzői jogokat jelzi, nem szolgál a cikkben szereplő információk forrásmegjelöléseként.